# Mi vicio más grande
Mi vicio más grande es el 94° álbum de la banda sinaloense mexicana El Recodo de Cruz Lizárraga, lanzado el 30 de junio de 2015 por el sello Fonovisa. Cuenta con las voces de Geovanni Mondragón y Charly Pérez.
Como parte de la promoción fueron lanzados cuatro sencillos. El primero en publicarse fue «Todo tuyo», que también fue el tema principal de la telenovela «Mi corazón es tuyo», producida por Juan Osorio. El segundo sencillo «Mi vicio más grande» tuvo buena aceptación del público colocándolo en el número uno de las lista de Regional Mexican Songs en Estados Unidos, que edita la revista Billboard. Como siguientes sencillos le continuaron «La miel de su saliva» (número uno en México) y «Si no es contigo».
Recibió una nominación a los Premios Grammy de 2016 en la categoría mejor álbum de música regional mexicana (incluyendo tejano). También ganó dos premios Grammy Latinos en 2015 en la categorías de mejor álbum de música banda y mejor canción regional por el sencillo «Todo tuyo».

## Antecedentes
La elaboración de «Mi vicio más grande» comenzó a finales de 2014 con los hermanos Joel y Alfonso Lizárraga quienes escucharon más de 500 canciones para elegir los temas que se grabarían para el álbum, entre ellas se encuentran dos de la autoría del mismo Alfonso Lizárraga («La miel de su saliva» y «Las fresas»). El álbum está conformado por 11 canciones de tipo románticas, rancheras y cumbias rítmicas, fue grabado en los estudios «Blue Ocean Studio» (instalaciones pertenecientes a la banda) y producido por los hermanos Lizárraga, en la ciudad de Mazatlán, Sinaloa.
En este álbum se incluye por primera vez una colaboración de un cantante ajeno a la banda, el reggaetonero puertorriqueño Wisin. El líder de la banda Alfonso Lizárraga fue quien dio a conocer el nombre del colaborador por medio de una conferencia de prensa, quién comentó:

«Tenemos ya muchos años produciendo nuestros propios discos y nos ha dado resultado porque le ponemos nuestra esencia. En este disco, por primera vez El Recodo invita a un exponente de otro género a cantar un tema como el de Las fresas, con Wisin».

Banda el Recodo y Wisin grabaron el tema «Las fresas» en dos versiones distintas: Banda y Urbana. Es la segunda ocasión en que Banda el Recodo graba con un cantante del género urbano, anteriormente los hicieron con Tito el Bambino en los temas «Te pido perdón» y «Llueve el amor».

## Sencillos
«Todo tuyo» se estrenó el 7 de enero de 2015 como tema principal de la telenovela Mi corazón es tuyo producida por Juan Osorio. Fue lanzada oficialmente como primer sencillo el 13 de enero de 2015. Para promocionar esta canción se realizó una campaña en redes sociales con la creación de un corazón hecho con las manos de famosos y fanáticos de la banda. El video de esta canción compuesta por Mauricio L. Arriaga, Edgar Barrera y Jorge Eduardo Murguía fue filmado durante tres días en México, D. F. y en las playas de Cancún, Quintana Roo y Mazatlán, Sinaloa bajo la producción de Alfonso y Joel Lizárraga.
«Mi vicio más grande» de la autoría de José Alberto Inzunza («Joss Favela») y Luciano Luna, fue lanzado como sencillo el 21 de abril de 2015. El video de la canción se filmó durante tres días en Los Ángeles, California, en medio de autos de lujo deportivos, casas y antros exclusivos producido por Alfonso y Joel Lizárraga.
«La miel de su saliva» es un tema romántico compuesto por Alfonso Lizárraga y Freddy Osuna y lanzado como tercer sencillo del álbum el 17 de agosto de 2015. El video se filmó en diferentes locaciones de Las Vegas, Nevada y en el UFC Gym Blue Diamond. Se filmó durante dos días, en los que la banda trabajó bajo 103 °F (39 °C) durante el día y 95 °F (35 °C) en la noche.
«Si no es contigo» fue lanzado como cuarto sencillo el 30 de noviembre de 2015 fue compuesto por José Alberto Inzunza («Joss Favela») y Luciano Luna. Al igual que «Mi vicio más grande» el video fue producido por Alfonso y Joel Lizárraga, y filmado en la ciudad de Los Ángeles, California. Cuenta con participación especial de la actriz Vannessa Vázquez nominada a los Premios Emmy (Daytime) por su participación en la serie «East Los High».
El quinto sencillo «Inevitable» se lanzó en febrero de 2016. El video fue filmado en Guanajuato en lugares como el Jardín Unión, el Callejón del Beso y el Castillo de Santa Cecilia.

### Otras canciones
«De haber sabido» se lanzó como sencillo promocional junto con la preventa del álbum el 14 de mayo de 2015.
El 19 de noviembre de 2015 Banda el Recodo y Wisin interpretaron por primera vez en directo la canción «Las fresas» en los Premios Grammy Latinos 2015 junto a «Mi vicio más grande» en Las Vegas, Nevada. El video de esta canción será bajo la producción de Alfonso y Joel Lizárraga.

## Lista de canciones
| N.º   | Título                                  | Escritor(es)                                               | Duración |  |
| 1.    | «Todo tuyo»                             | Mauricio L. Arriaga, Edgar Barrera y Jorge Eduardo Murguía | 2:43     |  |
| 2.    | «Mi vicio más grande»                   | José Alberto Inzunza y Luciano Luna                        | 2:17     |  |
| 3.    | «De haber sabido»                       | José Alberto Inzunza, Luciano Luna y Miguel Ángel Romero   | 2:22     |  |
| 4.    | «La miel de su saliva»                  | Alfonso Lizárraga y Freddy Osuna                           | 3:00     |  |
| 5.    | «Me da igual»                           | Mario Martínez                                             | 2:34     |  |
| 6.    | «Las fresas» (con Wisin, versión banda) | Edgar Barrera, Alfonso Lizárraga y Juan Luis Morera Luna   | 3:21     |  |
| 7.    | «Si no es contigo»                      | José Alberto Inzunza y Luciano Luna                        | 3:02     |  |
| 8.    | «Mi segunda frente»                     | Ernesto Barajas y Luciano Luna                             | 1:56     |  |
| 9.    | «Inevitable»                            | Bruno Danzza y Adrián Navarro                              | 3:27     |  |
| 10.   | «Por no perderte te perdí»              | Oliver Ochoa y Miguel Ángel Romero                         | 3:24     |  |
| 11.   | «La gorra de lado»                      | Arturo Valdez                                              | 2:27     |  |
| 12.   | «La fresas» (con Wisin, versión urbana) | Edgar Barrera, Alfonso Lizárraga y Juan Luis Morera Luna   | 3:36     |  |
| 34:09 |                                         |                                                            |          |  |

## Posicionamiento en listas

### Álbum
| Estados Unidos | US Latin Albums            | 1  |
| Estados Unidos | US Regional Mexican Albums | 1  |
| México         | Top 100 (AMPROFON)         | 55 |

| Estados Unidos | US Latin Albums | 58 |

### Sencillos
| Año                                                                            | Título                 | Posiciones     | Posiciones     | Posiciones    | Posiciones                  | Posiciones      |
| Año                                                                            | Título                 | México General | México Popular | Chile Popular | Guatemala Regional Mexicano | USA Latin Songs |
| ------------------------------------------------------------------------------ | ---------------------- | -------------- | -------------- | ------------- | --------------------------- | --------------- |
| 2015                                                                           | «Todo tuyo»            | 5              | 32             | —             | —                           | 7               |
| 2015                                                                           | «Mi vicio más grande»  | 3              | 9              | —             | —                           | 3               |
| 2015                                                                           | «La miel de su saliva» | 1              | 25             | —             | —                           | 1               |
| 2015                                                                           | «Si no es contigo»     | 2              | 18             | —             | 2                           | 3               |
| 2016                                                                           | «Inevitable»           | 2              | —              | —             | 3                           | 4               |
| 2016                                                                           | «Las fresas»           | —              | —              | 1             | 1                           | —               |
| «—» indica que el sencillo no fue lanzado o no se posicionó en ese territorio. |                        |                |                |               |                             |                 |

## Premios y nominaciones
El álbum Mi vicio más grande y algunos de sus sencillos fueron nominados y galardonados en algunas ceremonias de premiación. A continuación la lista con las candidaturas que obtuvo el disco:
| Año  | Ceremonia de premiación  | Premio                                                      | Resultado |
| ---- | ------------------------ | ----------------------------------------------------------- | --------- |
| 2015 | Premios Tu Mundo         | Canción comienza-fiestas («Mi vicio más grande»)            | Nominado  |
| 2015 | Grammy Latinos           | Mejor álbum de música banda                                 | Ganador   |
| 2015 | Grammy Latinos           | Mejor canción regional («Todo tuyo»)                        | Ganador   |
| 2016 | Premios Grammy           | Mejor álbum de música regional mexicana (incluyendo tejano) | Nominado  |
| 2016 | iHeartRadio Music Awards | Canción regional mexicano del año («Mi vicio más grande»)   | Nominado  |